# Hello Heartbreak
Hello Heartbreak – piosenka dance-pop stworzona przez Rica Love i Jamesa Scheffera na trzeci album studyjny Michelle Williams, Unexpected (2008). Wyprodukowany przez Alexa Da Kida oraz Jaya Wesa, utwór wydany został jako trzeci singel promujący krążek dnia 2 grudnia 2008 w Stanach Zjednoczonych jedynie w systemie digital download.

## Informacje o singlu
Piosenka stała się oficjalnym trzecim singlem promującym album Unexpected. Utwór wydany został dnia 2 grudnia 2008 jedynie w systemie digital download. Singel promowany był jedynie w radiach prezentujących styl muzyczny dance. Piosenka z powodu znikomej promocji nie stała się popularna.
Teledysk do singla, mimo zapowiedzi nigdy się nie ukazał.

## Wydanie singla
Singel stał się najmniej popularny z dotychczasowych utworów promujących krążek debiutując jedynie na notowaniu Billboard Hot Singles Sales. Dnia 27 września 2008, trzy miesiące przed ofcijalną premierą piosenka znalazła się na miejscu #40 zestawienia Hot Singles Sales, tydzień później opuszczając notowanie.

## Listy utworów i formaty singla
Amerykański iTunes digital download EP
1. „Hello Heartbreak” (Wersja albumowa) – 4:10
2. „Hello Heartbreak” (Kovas Ghetto Beat Remix) – 4:23
3. „Hello Heartbreak” (Catalyst Remix) – 4:01
4. „Hello Heartbreak” (Lost Daze Deep Inside Mix) – 7:05
5. „Hello Heartbreak” (Matty’s Body and Soul Mix) – 8:38

## Pozycje na listach
| Lista przebojów (2008)          | Najwyższa pozycja |
| ------------------------------- | ----------------- |
| USA Billboard Hot Singles Sales | 40                |